# Helado de paila
Az helado de paila egy fagylaltváltozat, amelyet Ecuadorban és Kolumbia egyes részein (déli és andoki területek) készítenek. Többnyire gyümölcsízű, de létezik karamelles, csokoládés, vaníliás és tejszínes helado de paila is. Az helado spanyol szó jelentése „fagylalt”, míg a paila egyfajta nagy méretű fémedény, amelyben készítik.

## Készítése
Az helado de paila a hagyományos fagylaltoktól legfőképpen készítési módjában különbözik, valamint abban, hogy nem tartalmaz annyi zsiradékot. Hagyományos módon történő előállítása viszonylag fáradságos, kézi módszerrel történik. Egy nagyjából derékig érő, mintegy egy méter átmérőjű kerek állvány tetejét a hőszigetelés érdekében száraz növényi részekkel (például agávélevelekkel vagy szalmával) kibélelik, majd erre szemcsés sózott jeget öntenek. Ebbe a jégbe helyezik bele a pailát, ami nem más, mint egy nagy átmérőjű, de nem túl mély, kerek, fémből készült edény. Ebbe öntik bele a vízzel vagy tejjel kevert cukros gyümölcslét, illetve vannak, akik tojásfehérje-habot is tesznek hozzá. Ezután a pailát a jégágyon forgatni kezdik. A forgatásnak folyamatosnak kell lennie, hogy a termék ne fagyjon oda az edényhez, sőt, egy nagy fakanállal időnként keverni is kell, a ráfagyásnak indult részeket pedig állandóan le kell kapargatni a paila faláról. A keverék körülbelül -15–20 °C-ra hűl le. Mintegy 10–20 perc kevergetés után elkészül a krémes állagú, fagyott édesség.
Az helado de pailát Ecuadorban számos fagylaltozóban árulják városszerte, de ahol nagy mennyiségben fogy, ott már régóta nem kézműves módszerrel, hanem gépekkel készítik. Manapság az édesség nem csak a hagyományos ízekben kapható: 2015-ben Quitóban például legalább 80-féle ízesítésű helado de pailát árusítottak.
Az egyik leghíresebb hely, ahol ilyen fagylaltot készítenek, Ibarra városában található: itt Rosalía Suárez már 1896-ban elkezdte az heladokészítést (kezdetben a közeli Imbabura tűzhányóról származó jeget használva), tőle pedig két lánya, Angélica és Blanquita örökölte. A több nemzedéken átívelő hagyomány azóta is tart. Vannak, akik egyenesen Rosalía Suárezt tartják az helado de paila megteremtőjének.